# Лавестин, Шарль Анатоль Алексис
Шарль Анатоль Алексис де Лавестин (фр. Charles Anatole Alexis de Lawoestin; 1786 — 1870) — французский генерал, пламенный бонапартист, маркиз.
Луи Наполеон, готовясь к перевороту 2 декабря 1851 года, доверил де Лавестину командование Национальной гвардией. Позже де Лавестин был сенатором и начальником дома инвалидов.